# Susan Santiago Billy
Susan (Susie) Santiago Billy (5 de outubro de 1884 - 20 de novembro de 1968) nascida Andrea Susan Santiago, foi uma tecelã de cestos pomo da Hopland Band da Califórnia. Os seus pais eram Silva Santiago e Tudy Marie Arnold.
Em 1900 ela casou-se com Cruz Billy, um líder da Hopland Rancheria. A sua neta é a artista Susan Billy, que foi inspirada pela sua avó a aprender a arte da cestaria Pomo e mais tarde estudou com a sua tia-avó Elsie Allen durante 15 anos até à morte da mesma em 1990. Ela foi curadora, palestrante e demonstradora em muitos eventos culturais da sua comunidade natal.
Billy Susan tem grande participação em exposições em museus nos Estados Unidos.